# Сибирский юридический институт МВД России
Федеральное государственное казенное образовательное учреждение высшего образования «Сиби́рский юриди́ческий институ́т Министерства внутренних дел Российской Федерации» (ФГКОУ ВО СибЮИ МВД России) — высшее учебное заведение МВД России в городе Красноярске.

## История
Создан 21 августа 1962 года как Красноярский учебно-консультационный пункт заочного обучения Омской специальной средней школы милиции Министерства охраны общественного порядка РСФСР.
1 сентября 1965 года Красноярский учебно-консультационный пункт (УКП) Омской специальной средней школы милиции Министерства охраны общественного порядка РСФСР РСФСР переподчинён Новосибирской специальной средней школе милиции Министерства охраны общественного порядка РСФСР РСФСР.
1 марта 1980 года образовано Красноярское отделение заочного обучения Омской высшей школы милиции МВД СССР численностью 600 человек.
12 апреля 1983 года создана Красноярская специальная средняя школа милиции МВД СССР.
В мае 1993 года путём слияния Красноярской специальной средней школы милиции МВД России и Красноярского отделения заочного обучения Омской высшей школы милиции МВД России образована Красноярская высшая школа МВД России (КВШ МВД России).
В 1998 году после успешного прохождения государственной аттестации Красноярская высшая школа МВД России преобразована в Сибирский юридический институт МВД России.
В 1999 году в СибЮИ открыта адъюнктура с очной и заочной формами обучения.
В 2000 году образован факультет повышения квалификации для подготовки сотрудников органов внутренних дел различных должностных категорий более чем из 50 регионов России.
В 2002 году в институте открыта докторантура и создан факультет по подготовке научно-педагогических кадров послевузовского профессионального образования.
1 сентября 2011 года Сибирский юридический институт МВД России передан в ведение Федеральной службы Российской Федерации по контролю за оборотом наркотиков.
С 2016 года институт находится в ведение Министерства внутренних дел Российской Федерации.

## Международная деятельность
Институт сотрудничает с полицейскими ведомствами Германии, США, Великобритании, а также с Грайсфальдским университетом и Университетом Пассау в Германии, и Лейстерским университетом в Великобритании.

## Спортивная деятельность
С 2000 года проводится ежегодный Всероссийский турнир по самбо памяти заслуженного тренера России, мастера спорта международного класса, полковника милиции Эдуарда Агафонова.
С 2005 года проходит Всероссийский межведомственный командный турнир по стрельбе из боевого оружия памяти генерал-майора милиции В. И. Горобцова.

## Начальники Института
- майор милиции А. А. Жемчугов (1962—1980)
- Ю. Ф. Цыганков (1980—1983)
- полковник милиции Г. Г. Гарусс (1983—1986)
- полковник милиции В. И. Зинченко (1986—1996)
- д. ю. н., профессор генерал-майор милиции В. И. Горобцов (1996—2004)
- заслуженный юрист Российской Федерации, к. ю. н., профессор, генерал-майор милиции С. Д. Назаров (2004—2008)
- генерал-майор милиции Н. Ф. Михайлов (2009—2011)
- полковник полиции Д. Д. Невирко (и.о. с 19 сентября 2011 года по 9 апреля 2012 года)
- генерал-майор полиции И. А. Медведев (2012—2019)[8]
- генерал-майор полиции Д. В. Ким (2019 — н.в)

## Вестник Сибирского юридического института МВД России
Научно-практический журнал, издаваемый Сибирским юридическим институтом МВД России четыре раза в год. Создан в 2007 году, выходит с 2008 года. В 2012—2016 годах назывался «Вестник Сибирского юридического института ФСКН России». Журнал входит в список научных журналов ВАК и Российский индекс научного цитирования.
Редакционный совет : И. А. Медведев (председатель); Н. Н. Цуканов (заместитель председателя); Ю. В. Леонтьева (ответственный секретарь); В. А. Адольф; В. А. Азаров; А. С. Бахта; А. В. Безруков; С. В. Гришаев; Н. С. Железняк; Ю. Ю. Комлев; А. А. Кухта; Д. Д. Невирко; А. Е. Четин; В. Б. Шабанов; А. В. Шеслер; И. В. Шишко.
Редакционная коллегия: И. А. Медведев (председатель); Н. Н. Цуканов (заместитель председателя); А. В. Жильцов; Т. В. Куприянчик; С. М. Мальков; Е. В. Панов; В. В. Пономарёва; В. Е. Шинкевич.

### Критика
Под данным проекта «Диссеропедия российских журналов» вольного сетевого сообщества «Диссернет» в № 1 и 2 за 2015 год имеет место не менее трёх «публикаций, содержащих возможные неоформленные заимствования», а, кроме того, в № 1 за 2015 год содержится не менее трёх «статей с загадочным авторством».